# Jrakah (Bayan)
Jrakah is een bestuurslaag in het regentschap Purworejo van de provincie Midden-Java, Indonesië. Jrakah telt 2363 inwoners (volkstelling 2010).